# Прохилодонтовые
Прохилодонтовые или прохилодовые (лат. Prochilodontidae) — семейство пресноводных лучепёрых рыб отряда харацинообразных, представители которого обитают в крупных реках Южной Америки.
Во время нереста самцы некоторых видов издают очень громкий звук, напоминающий звук заведённого мотоцикла. Получается это благодаря вибрации плавательного пузыря мышцами.

## Классификация
- Род Ichthyoelephas Posada, 1909
  - Ichthyoelephas humeralis (Günther, 1860)
  - Ichthyoelephas longirostris (Steindachner, 1879)
- Род Prochilodus Agassiz, 1829 — Прохилоды
  - Prochilodus argenteus Spix & Agassiz, 1829
  - Prochilodus brevis Steindachner, 1875
  - Prochilodus britskii Castro, 1993
  - Prochilodus costatus Valenciennes in Cuvier & Valenciennes, 1850
  - Prochilodus hartii Steindachner, 1875
  - Prochilodus labeo Loubens, Lauzanne & Géry, 1991
  - Prochilodus lacustris Steindachner, 1907
  - Prochilodus lineatus (Valenciennes, 1836)
  - Prochilodus magdalenae Steindachner, 1879
  - Prochilodus mariae Eigenmann, 1922
  - Prochilodus nigricans Spix & Agassiz, 1829
  - Prochilodus reticulatus Valenciennes in Cuvier & Valenciennes, 1850
  - Prochilodus rubrotaeniatus Jardine & Schomburgk in Schomburgk, 1841
  - Prochilodus vimboides Kner, 1859
- Род Semaprochilodus Fowler, 1941 — Семапрохилодусы
  - Semaprochilodus brama (Valenciennes in Cuvier & Valenciennes, 1850)
  - Semaprochilodus insignis Jardine & Schomburgk, 1841
  - Semaprochilodus kneri Pellegrin, 1909
  - Seamprochilodus laticeps Steindachner, 1879
  - Semaprochilodus taeniurus Valenciennes, 1821
  - Semaprochilodus varii Castro, 1988